# Tỵ
Tỵ (巳) là một trong số 12 chi của Địa chi, thông thường được coi là địa chi thứ sáu. Đứng trước nó là Thìn, đứng sau nó là Ngọ.
Tháng Tỵ trong nông lịch là tháng tư âm lịch. Về thời gian thì giờ Tỵ tương ứng với khoảng thời gian từ 09:00 tới 11:00 trong 24 giờ mỗi ngày. Về phương hướng thì Tỵ chỉ hướng nam đông nam. Theo Ngũ hành thì Tỵ tương ứng với Hỏa, theo thuyết Âm-Dương thì Tỵ là Âm.
Tỵ mang ý nghĩa là ngừng lại, đình chỉ, chỉ trạng thái phát triển đã đạt tới cực đại của thực vật trên khắp mặt đất trong khoảng thời gian này tại các vĩ độ ôn đới thấp và nhiệt đới (khoảng cuối mùa xuân đầu mùa hè theo quan điểm của người Á Đông).
Để tiện ghi nhớ hoặc là do sự giao thoa văn hóa nên mỗi địa chi được ghép với một trong 12 con giáp. Tỵ tương ứng với rắn.
Trong lịch Gregory, năm Tỵ là năm mà chia cho 12 dư 9.

## Các can chi Tỵ
- Ất Tỵ
- Đinh Tỵ
- Kỷ Tỵ
- Tân Tỵ
- Quý Tỵ